# Mieczysław Cholewa (pieśniarz)
Mieczysław Zbigniew Cholewa (ur. 1950) – polski pieśniarz, działacz „Solidarności”, autor muzyki do Ballady o Janku Wiśniewskim.

## Życiorys
Był uczestnikiem strajków w sierpniu 1980. Następnie był działaczem „Solidarności”. Jako dźwiękowiec odpowiadał między innymi za nagrywanie obrad Komisji Krajowej „Solidarności”. Na początku lat 80. XX wieku był także popularnym w kręgu trójmiejskich działaczy opozycji demokratycznej – wykonawcą pieśni tzw. drugiego obiegu. Występował na spotkaniach opozycyjnych, a jego nagrania powielane były na kasetach magnetofonowych. 
Największą rozpoznawalność zyskał jako autor muzyki i popularyzator Ballady o Janku Wiśniewskim. Przez długi czas uchodził również błędnie za autora tekstu, którym faktycznie był Krzysztof Dowgiałło. W 2007 zrzekł się autorstwa słów przed Sądem Rejonowym w Sopocie na rzecz Krzysztofa Dowgiałło.

## Współpraca ze Służbą Bezpieczeństwa PRL
W 2005 roku przyznał, że w okresie PRL był tajnym współpracownikiem i donosił na Bogdana Borusewicza.